# Campylopus gemmiparus
Campylopus gemmiparus är en bladmossart som beskrevs av Iwatsuki et al. 2002. Campylopus gemmiparus ingår i släktet nervmossor, och familjen Dicranaceae. Inga underarter finns listade i Catalogue of Life.